# Application de la loi au Canada
L’application de la loi au Canada est effectuée par les corps policiers fédéral, provinciaux et municipaux. Constitutionnellement, l'application de la loi est une responsabilité provinciale. Cependant, la plupart des zones urbaines se sont vu déléguer cette autorité par les législatures provinciales. Seules trois provinces ont des corps policiers provinciaux. Les sept autres provinces ont cependant conclu des ententes contractuelles avec la Gendarmerie royale du Canada (GRC), la police fédérale, pour lui donner en sous-traitance les responsabilités de ses homologues provinciaux.
La province de Terre-Neuve-et-Labrador est une des provinces qui possède son propre corps policier provincial. Cependant, celui-ci ne patrouille que dans les grandes zones urbaines. La province a conclu une entente avec la Gendarmerie royale du Canada (GRC) pour que cette dernière patrouille dans le reste de la province. La GRC, familièrement connue sous le nom de « police montée », est le seul corps policier qui est en service sur les trois paliers de gouvernement. L'Ontario, le Québec et Terre-Neuve-et-Labrador administrent leur propre organisation provinciale : la Police provinciale de l'Ontario (PPO), la Sûreté du Québec (SQ) et la Royal Newfoundland Constabulary (Forces constables royale de Terre-neuve). Certaines municipalités donnent souvent à contrat leur service de police aux corps policiers de leur province respective, alors que d'autres municipalités possèdent leur propre corps policier.
D'autre part, certains corps policiers sont des organisations privées, mais possèdent les mêmes pouvoirs que les autorités policières gouvernementales. Par exemple, les compagnies ferroviaires Canadien National et Canadien Pacifique ont toutes deux leurs propres corps policier. Principalement, leur mission est la prévention des crimes contre les chemins de fer, la protection des marchandises et des matériaux en transit sur leurs systèmes ferroviaires respectifs. Ils travaillent à protéger le public, le personnel ferroviaire et les biens qui sont détenus ou administrés par les compagnies de chemins de fer.

Carte représentant le nombre d'agents de police par 100 000 personnes au Canada en 2012.
< 176
176-200
201-300
301-400
> 400

## Effectif policier
Au mois de mai 2007, le Canada avait 64,134 officiers de police répartis dans toutes les provinces et territoires, soit une moyenne de 195 officiers pour 100 000 Canadiens. Toutefois, c'est en 1975 que l'effectif des corps policiers atteignit un sommet, soit une moyenne de 206 officiers pour 100 000 personnes. Bien que l'effectif actuel reflète une augmentation importante dans le nombre total d'officiers au pays (le plus élevé en 12 ans, après une baisse continuelle dans les années 1980 et 1990), le Canada traîne toujours derrière les États-Unis (230 par 100 000), l'Australie (222) ainsi que l'Angleterre et le Pays de Galles (262). La Saskatchewan est la province dont l'effectif est le plus élevé, soit une moyenne de 207 officiers par 100 000 habitants, et dont le taux de criminalité depuis 1997 est également le plus élevé. Les taux de criminalité les moins élevés se trouvaient dans les provinces de l'Île-du-Prince-Édouard, de Terre-Neuve-et-Labrador et de l'Alberta.

## Hiérarchie
Le chef de police est le titre du rang hiérarchique le plus élevé au sein de la plupart des corps policiers, à l'exception de la Gendarmerie royale du Canada (Commissaire), de la Police provinciale de l'Ontario (Commissaire), de la police « Royal Newfoundland Constabulary » (Surintendant), du Service de police de Vancouver (Constable en chef) et du Service de police de Vancouver-Ouest (Constable en chef) :
Dans la province de l'Ontario, par exemple, la compétence d'un officier de police est représenté par l'uniforme, à savoir la bande sur le pantalon ainsi que celle autour du chapeau. Les bandes sont rouges pour les corps policiers municipaux, bleues pour les corps provinciaux et jaunes pour la Gendarmerie royale du Canada (fédéral).

## Armes
Dans les années 1990, alors que les officiers de la majorité des organismes chargés de l'application de la loi ont commencé à porter des gilets pare-balles, les officiers de police municipaux ont commencé à porter des armes de poing de type Glock 22 à déclenchement semi-automatique dont les cartouches sont de calibre .40 S&W. En raison de son utilisation par la Gendarmerie royale du Canada (GRC), la majorité des officiers utilise toutefois l'arme de poing Smith & Wesson 5946 avec balles à tête creuse de calibre 9 mm. Ces armes à feu ont remplacé le revolver de calibre .38 spécial LWC. De plus, plusieurs corps policiers ont commencé à utiliser l'arme de poing Sig-Sauer P229 à déclenchement semi-automatique de calibre .40 S & W.
D'autre part, les voitures de patrouille peuvent transporter des carabines rayées à répétition de type Colt M4, des fusils à canon lisse (fusil de chasse) genre Remington 870 capables de tirer de multiples cartouches à plombs ou des armes d'impact avec balles en caoutchouc. D'autres armes d'impact sont également utilisées, telles que des pistolets électriques (Taser), des aérosols capsiques et des matraques.
D'autres objets font partie de l'uniforme des officiers de police, notamment des menottes, une lampe de poche, une radio portative, un carnet, une paire de gants médicaux et une paire de gants en Kevlar.

## Corps policiers canadiens

### Police fédéral
- Police militaire des Forces canadiennes
- Police militaire de l'Aviation royale du Canada
- Service national des enquêtes des Forces canadiennes

### Police municipale

#### Alberta
- Service de police de Tsuu T'ina
- Service de police de Calgary
- Service de police d'Edmonton
- Service de police régionale de Lethbridge

#### Colombie-Britannique
- Service de police de Central Saanich
- Service de police d'Abbotsford
- Service de police de Nelson
- Service de police de New Westmister
- Service de police de Saanich
- Service de police de Vancouver
- Service de police de Victoria

#### Île-du-Prince-Édouard
- Service de police de Charlottetown
- Service de police de Summerside

#### Manitoba
- Service de police de Winnipeg

#### Nouveau-Brunswick
- Force policière de Fredericton

#### Nouvelle-Écosse
- Service de police d'Amherst
- Service de police régionale de Cape Breton
- Service de police de Kentville
- Service de police régionale de New Glasgow
- Police régionale d’Halifax

#### Ontario
- Service de police d'Amherstburg
- Service de police de Chatham-Kent
- Service de police d'Ottawa
- Service de police de Woodstock
- Service de police de Barrie
- Service de police de Belleville
- Service de police régionale de Peel
- Service de police de Brantford
- Service de police régionale de Halton
- Service de police de Deep River
- Service de police de Guelph
- Service de police de Hamilton
- Service de police de Kingston
- Service de police de Kawartha Lakes
- Service de police de London
- Service de police régionale de Niagara
- Service de police régionale de Durham
- Service de police Peterborough Lakefield
- Service de police de St. Thomas
- Service de police de Sarnia
- Service de police de Stratford
- Service de police de Strathroy-Caradoc
- Service de police du Grand Sudbury
- Service de police régionale de Waterloo
- Service de police de Thunder Bay
- Service de police de Toronto
- Service de police de Windsor
- Service de police régionale de York

#### Québec
- Régie intermunicipale de police Roussillon
- Service de police de Granby
- Service de police de Laval
- Service de police autochtone de Wendake
- Service de police de la Ville de Montréal
- Service de police de la Ville de Québec
- Service de police de la Ville de Gatineau
- Service de police de Lévis
- Service de police de l'agglomération de Longueuil
- Direction de la police de Trois-Rivières
- Service de police de Saguenay
- Service de police régionale Deux-Montagnes
- Sécurité publique de Pessamit
- Régie intermunicipale de police Richelieu-Saint-Laurent
- Service de police de St-Jean-sur-Richelieu
- Service de police de Mirabel
- Service de police de Sherbrooke
- Service de police de Terrebonne
- Corps de police régional Kativik

#### Saskatchewan
- Service de police de Moose Jaw
- Service de police de Regina
- Service de police de Saskatoon
- Service de police de Weyburn

#### Terre-Neuve-et-Labrador
Aucun

#### Nunavut
Aucun

#### Territoires du Nord-Ouest
Aucun

#### Yukon
Aucun